# N-Acetylmannosamin
N-Acetylmannosamin (kurz: ManNAc) ist ein Monosaccharid, das in einer Reihe von Stoffwechselprozessen beteiligt ist und auf Mannose basiert. Es ist ein Aminozucker bzw. eine Aminosäure, die in Neuraminsäuren, Glycolipiden und Glycoproteinen vorkommt. Sie wird für die Synthese von Sialinsäure verwendet.